# 說再見前的30分鐘
《說再見前的30分鐘》（サヨナラまでの30分）是在2020年上映的日本電影。監督是萩原健太郎，主演有新田真劍佑和北村匠海。

## 角色
宮田秋（宮田亞樹）
演員：新田真劍佑
是樂團「ECHOLL」的主唱。個性大膽、開朗。口頭禪是「沒有我撬不開的門」。
2013年高中二年級時在「Ringo Fes」遇到加奈，看到加奈十分投入看著舞台，感受到加奈對音樂的熱愛，因此產生了要去組一個讓人看得入迷的樂隊的想法。
2018年1月出了樂隊的專輯「ECHO」出道。
2018年時本來預定在8月25日（星期六）的「Ringo Fes」中演出，練習時和樂隊成員因小事吵架，在獨自練習結他的時候下雨所以離開，結果不幸因車禍喪生，當時22歲。
因為颯太播放了他的錄音帶而再次出現了在這個世界（實際是錄音帶裡的回憶的實體化）。聽到加奈說樂隊解散了而想借颯太的身體阻止這件事。
擅長講話，因此說服颯太借身體讓他幫颯太面試。
擅長跟人打成一片，對人很熱情，以颯太身份面試時被人說面試有他在氣氛就會熱絡起來，亦主動和一起面試的人開對話群組，結果颯太看到馬上退群。
颯太答應可以借身體給秋，但秋需要代颯太參加面試、聚餐、社交活動。
喜歡錄音帶，覺得錄音帶的聲音很溫暖，握著錄音帶時就好像有種把音樂握在手心的感覺。秋的父親以前在上學的時候用錄音帶將自己喜歡的歌送給秋的母親。秋長大後亦在2013年「Ringo Fes」過後使用同一樣的方式把歌送給加奈。
經常帶在身上的錄音帶收錄了「全部」，他說那個錄音帶是由他開始樂隊時開始用，只要有了靈感他就會錄進去，一直覆蓋著用。
為了令加奈回樂隊而和颯太一起作曲，作曲的時候教颯太彈結他和指導颯太唱歌。
窪田颯太
演員：北村匠海
不善交際、求職總是不順利的大學生。在新成大學讀書。懂踏單車。
和父親一起居住，母親生前是鋼琴老師，但母親在颯太初中時去世了。初中時班主任說颯太很可憐所以叫同學對颯太友善一點，於是同學經常找颯太聊天，但颯太希望同學不要理他。
試過一個人作曲，結果在秋借他身體玩遊戲時順便把歌傳到網上去，第二天早上他發現秋保存了遊戲紀錄和擅自自拍並把歌傳到網上而生氣。
後期答應和秋交換身體的理由是在交換身體時他做甚麼也沒有人看到，亦不會有人跟自己搭話，覺得置身天堂，至於面試、聚餐、社交活動都交給秋代他參加。
本來喜歡一個人玩音樂，開始了跟ECHOLL成員玩音樂之後，被秋問道「跟人一起玩音樂很開心對吧」，颯太回應說唱歌時時間仿佛是平時的幾倍，感覺到自己活著。
為了令加奈回樂隊而和秋一起作曲，作曲的時候秋教他彈結他和指導他唱歌。
村瀨加奈
演員：久保田紗友
秋死亡前的女友，「ECHOLL」的鋼琴手。有曬書的習慣。
秋死後一次也沒有哭過，在葬禮時也沒哭，只是說她不想再玩樂隊了。
後來和颯太聊天時透露秋死後她不停找點事情做（例如跑步、切菜、看電影看到天黑），是因為一停來就會想起秋，覺得自己會瘋掉，亦會想起再也看不到秋這個事實。她說過和別人一起玩音樂，以及朋友，都是秋帶給她的。
秋說她玩音樂時笑得最燦爛。
山科健太
演員：葉山獎之
「ECHOLL」的結他手，和秋小時候已經認識。吸煙。
重田幸輝
演員：上杉柊平
「ECHOLL」的鼓手。
森涼介
演員：清原翔
「ECHOLL」的貝斯手。吸煙。
村瀨忍
演員：牧瀨里穗
加奈的媽媽。
窪田修一
演員：筒井道隆
颯太的爸爸。
吉井富士男
演員：松重豐
通常被稱呼作「吉井叔」。Fes主辦的音樂製作人。
把秋之前托他保管的結他交給颯太。
聽了颯太（當時颯太裡面是秋）他們的歌之後讓他們參加2019年9月7日（星期六）舉辦的「Ringo Fes」。
辻本
演員：藤沢大悟
面試官
演員：森本のぶ
重田的上司
演員：吉增裕士
就職中心擔當人
演員：鯉沼トキ
面試的學生
演員：木戶大聖
旁邊的學生
演員：長岡殿世
男大學生
演員：重岡峻德
女大學生
演員：久田莉子
天文學教授
演員：三澤透
大學教授
演員：伊東孝
Fes工作人員
演員：松原大貴、齊藤大河
Live House工作人員
演員：岩間建兒
後台樂隊
演員：NO BRIGHT GIRL
Fes樂隊
演員：BACK LIFT
居屋店員
演員：里央圭
人事擔當人
演員：松崎悠希
役員
演員：工藤俊作

## 工作人員
- 監督：萩原健太郎
- 劇本：大島里美
- 音樂：Rayons
- 音樂製作人：内澤崇仁、安井輝
- 製作：佐野真之、瓶子吉久、辻野學、齋藤清美、小佐野保、山崎芳人、小野晴輝、門田庄司
- 執行製作人：豊島雅郎、茨木政彥
- 企劃、製作：井手陽子
- 聯合製作人：高橋博、中野有香、甲斐孝子
- 生產總監：橋本龍太
- Line製作人：道上巧矢
- 攝影：今村圭佑
- 照明：平山達彌
- 錄音：矢野正人
- 美術：宮守由衣
- 裝飾：石上淳一
- 編輯：平井健一
- 助監督：山下久義
- 編劇：押田智子
- 造型師：前田勇彌
- 髮型師：古久保英人
- VFX總監：白石哲也
- 製作擔當：多賀典彬
- 選角：坪井あすみ
- 宣傳製作人：佐藤みなみ
- 發行、製作：Asmik Ace
- 製作協力：GEEK PICTURES
- 製作幹事：Asmik Ace、集英社
- 製作：『サヨナラまでの30分』製作委員會（Asmik Ace、集英社、Sony Music Records、小學館集英社製作、GEEK PICTURES、Kyodo東京、東販、TBS電台）

## 關連商品
漫畫
由作畫，在2019年11月7日至2020年2月13日在漫畫應用程式（集英社）連載。
小説
由東堂燦寫作，2019年12月19日在（集英社）發售。
- サヨナラまでの30分 side：颯太　2019年12月19日發售、ISBN 978-4-08-680296-3

由ワダヒトミ寫作，2020年1月10日在（集英社）發售。
- サヨナラまでの30分 映画ノベライズ みらい文庫版　2020年1月10日發售、ISBN 978-4-08-321550-6

由大島里美寫作，2020年1月17日在『集英社文庫』（集英社）發售。
- サヨナラまでの30分 side:ECHOLL 2020年1月17日發售、ISBN 978-4-08-744074-4

CD
收錄了劇中樂隊ECHOLL的專輯，由Sony Music Records發售。
- サヨナラまでの30分（初回生產限定盤） 2020年1月22日發售、SRCL-11410/1
- サヨナラまでの30分 2020年1月22日發售、SRCL-11412

DVD
由Sony Music Records發售。
- 電影「サヨナラまでの30分」（初回生產限定盤） 2020年9月2日發售、SRBW-47/8
- 電影「サヨナラまでの30分」 2020年9月2日發售、SRBW-49

Blu-ray
由Sony Music Records發售。
- 電影「サヨナラまでの30分」（初回生產限定盤） 2020年9月2日發售、SRXW-15/6
- 電影「サヨナラまでの30分」 2020年9月2日發售、SRXW-17

## 外部連結
- 電影『サヨナラまでの30分』公式網站 （页面存档备份，存于）
- 電影『サヨナラまでの30分』的X（前Twitter）
- 【公式】電影『サヨナラまでの30分』的Instagram帳戶
- 說再見前的30分鐘 - KINENOTE